# 北支事件特別稅
北支事件特別稅為日本政府於1937年下半年徵收的特別稅。一般認為與1937年7月爆發的中日戰爭（當時日本稱之北支事變、支那事變）有絕對關係，其作用也是為了應付龐大的戰爭軍費。其法源為眾議院通過的法66號《北支事件特別税法》與隨後通過的《北支事件特別税法施行細則》。
北支事件特別稅不但由關東局負責徵收日本內地的特別稅，也由樺太廳、台灣總督府、朝鮮總督府等等數日本境外政治機構，負責徵收台灣、朝鮮等殖民地的特別稅收。其範圍包含所得特別税、臨時利得特別税、利益配當特別税、公債及社債利子特別税與物品特別税。